# Golden☆Lovers
Palmarès
1 fois IWGP Junior Heavyweight Tag Team Champions
Golden☆Lovers est une équipe de catch composée de Kenny Omega et Kōta Ibushi. Le duo travaille pour la New Japan Pro Wrestling et la Dramatic Dream Team.

## Carrière

### Dramatic Dream Team (2009-2014)
Lors de Sweet Dreams 2014, ils battent Yankee Nichokenju (Isami Kodaka et Yuko Miyamoto) et Konosuke Takeshita et Tetsuya Endo dans un Three-Way Match est remportent les KO-D Tag Team Championship pour la deuxième fois. Le 12 avril, ils deviennent doubles champions quand ils font équipe avec Daisuke Sasaki pour battre Team Dream Futures (Keisuke Ishii, Shigehiro Irie et Soma Takao) et remporter les KO-D 6-Man Tag Team Championship.

### New Japan Pro-Wrestling (2010-2012)
Lors de Destruction 10, ils battent Apollo 55 (Prince Devitt et Ryusuke Taguchi) et remportent les IWGP Junior Heavyweight Tag Team Championship.
Lors de Dominion 6.16, ils font équipe avec Daisuke Sasaki et battent Bushi, Kushida et Prince Devitt.

#### Réunion des Golden Lovers (2017-2019)
Lors de Honor Rising: Japan 2018 - Tag 2, ils battent Bullet Club (Cody et Marty Scurll) et ont après le match un face à face avec The Young Bucks. Lors de Strong Style Evolved 2018, ils battent The Young Bucks,.
Lors de NJPW CEO X NJPW When Worlds Collide, ils battent Los Ingobernables de Japón (Hiromu Takahashi et Tetsuya Naitō).
Lors du deuxième jour de Road to Destruction, ils battent Chaos (Will Ospreay et Tomohiro Ishii).
Lors de Fighting Spirit  Unleashed, ils battent Chaos (Kazuchika Okada et Tomohiro Ishii).
Le 9 décembre, Kōta Ibushi bat Hirooki Goto et remporte le NEVER Openweight Championship. Le 15 décembre, ils battent Hiroshi Tanahashi et Will Ospreay. Ce match reçu la note de cinq étoiles.

## Palmarès
- Dramatic Dream Team
  - 2 fois KO-D Tag Team Championship
  - 2 fois KO-D Six Man Tag Team Championship avec Gota Ihashi (1) et Daisuke Sasaki (1)

- New Japan Pro Wrestling
  - 2 fois IWGP Heavyweight Championship - Kenny Omegaet Kota Ibushi

- - 3 fois IWGP Junior Heavyweight Championship - Kōta Ibushi
  - 1 fois IWGP Junior Heavyweight Tag Team Championship
  - 1 fois NEVER Openweight Championship - Kōta Ibushi
  - Best of the Supers Juniors (2011) - Kōta Ibushi